# Uli Latukefu
Talia’uli „Uli“ Latukefu (* 2. August 1983) ist ein australischer Schauspieler tongaischer Abstammung.

## Leben und Karriere
Uli Latukefu, der tongaische Wurzeln hat, besuchte das National Institute of Dramatic Art im Territorium New South Wales. 2004 war er Kandidat in der australischen Gesangsshow Australian Idol. Sein Schauspieldebüt vor der Kamera gab er 2014 mit einer kleinen Rolle in der Miniserie Jonah from Tonga. Anschließend war er in einer Nebenrolle als Father Matteo in der australischen Thrillerserie Devil’s Playground zu sehen. Von 2014 bis 2016 gehörte er in der Rolle des Byamba zur Besetzung der Netflix-Serie Marco Polo. 2017 trat er als Cole in einer Nebenrolle in Ridley Scotts Alien: Covenant auf und übernahm zudem als Darren eine wiederkehrende Rolle in der Dramaserie The Heart Guy. 2018 spielte er Nebenrollen in den Serie Sando und Harrow. 2019 trat er als Bombardier Ray Ngatai im australischen Spielfilm Danger Close – Die Schlacht von Long Tan auf. 2020 folgte eine Nebenrolle in der Serie The End. In der 2021 veröffentlichten Sitcom Young Rock von und mit Dwayne Johnson, verkörpert Latukefu den Schauspieler als Heranwachsenden.
Latukefu ist seit 2014 mit Pamela Savieti verheiratet, mit der er in Sydney lebt.

## Filmografie (Auswahl)
- 2014: Jonah from Tonga (Miniserie, 5 Episoden)
- 2014: Devil’s Playground (Miniserie, 6 Episoden)
- 2014–2016: Marco Polo (Fernsehserie, 20 Episoden)
- 2017: Alien: Covenant
- 2017–2019: The Heart Guy (Fernsehserie, 13 Episoden)
- 2018: Sando (Fernsehserie, 6 Episoden)
- 2018: Harrow (Fernsehserie, 8 Episoden)
- 2019: Danger Close – Die Schlacht von Long Tan (Danger Close: The Battle of Long Tan)
- 2020: The End (Fernsehserie, 5 Episoden)
- 2020: The Legend of Baron To’a
- 2021–2023: Young Rock (Fernsehserie)
- 2022: Black Site
- 2022: Black Adam
- 2023: Last King of the Cross (Fernsehserie)
- 2023: Next Goal Wins
- 2025: Countdown (Fernsehserie, 6 Folgen)